# Hans-Joachim Genge
Hans-Joachim Genge (* 1. März 1936 in Kiel) ist ein deutscher Katholischer Theologe und Bibliothekar.

## Leben und Wirken
Hans-Joachim Genge studierte nach seiner Reifeprüfung in Kiel 1956 Philosophie, Katholische Theologie und Liturgiewissenschaft an der Philosophisch-Theologischen Hochschule Sankt Georgen in Frankfurt/M.; nach dem Erwerb des Lizeniats (Lic. theol.) 1966 promovierte er 1968 am Päpstlichen Athenaeum Sant’Anselmo im Rom. Im Jahre 1967 trat er als Bibliotheksreferendar an der Bayerischen Staatsbibliothek bzw. der Universitätsbibliothek Regensburg in die Ausbildung für den höheren Bibliotheksdienst ein und legte die Fachprüfung hierfür 1969 an der Bayerischen Bibliotheksschule ab. Von 1969 bis 1981 war er dann als wissenschaftlicher Bibliothekar an der Universitätsbibliothek Regensburg tätig, seit 1979 im Rang eines Bibliotheksdirektors Leiter der Benutzungsabteilung. 1981 wurde er Leitender Bibliotheksdirektor der Universitätsbibliothek der Universität der Bundeswehr München in Neubiberg. Dieses Amt hatte er bis 1999 inne.
Neben bibliotheksgeschichtlichen Veröffentlichungen mit Bezug zu Bayern und Arbeiten über Militärbibliotheken beschäftigt sich Genge im Ruhestand mit Exlibris.

## Schriften
- (Übers.): Jacques Douillet / Was ist ein Heiliger. Pattloch, Aschaffenburg 1958.

- Die liturgiegeschichtlichen Voraussetzungen des Lambacher Freskenzyklus (= Münsterschwarzacher Studien, Bd. 16). Vier-Türme-Verlag, Münsterschwarzach 1972, ISBN 3-87868-049-X (Dissertation Rom).
- 10 Jahre Bibliothekssystem der Universität Regensburg. In: Bibliotheksforum Bayern, Bd. 3 (1975), S. 1–61.
- Gotthilf Heinrich von Schubert und die Bücherzensur im Zweiten Kaiserreich. In: Archiv für Geschichte des Buchwesens, Bd. 16 (1976), Sp. 1682–1686.
- Die Bibliothek der Regensburgischen Botanischen Gesellschaft. In: ders. (Hrsg.): Wissenschaftliche Bibliotheken in Regensburg (= Beiträge zum Buch- und Bibliothekswesen, Bd. 18). Harrassowitz, Wiesbaden 1981, S. 147–179, ISBN 3-447-02179-9.
- Die Hochschulbibliothek der Hochschule der Bundeswehr München. In: Bibliotheksforum Bayern, Bd. 11 (1983), S. 287–302.
- Totenroteln aus dem Regensburger Schottenkloster St. Jakob in bayerischen Bibliotheken. In: Verhandlungen des Historischen Vereins für Oberpfalz und Regensburg, Bd. 127 (1987), S. 201–217.
- Aufbau und Entwicklung des Bibliothekssystems der Bundeswehr und ihrer Bibliotheken in Bayern. In: Paul Niewalda (Hrsg.): Bibliothekslandschaft Bayern. Festschrift für Max Pauer zum 65. Geburtstag. Harrassowitz, Wiesbaden 1989, S. 342–371, ISBN 3-447-02899-8.
- Technisch-Ingenieurwissenschaftliche Literatur und Literaturversorgung an der Universität der Bundeswehr München in Neubiberg. In: Bibliotheksforum Bayern, Bd. 17 (1989), S. 190–199.
- Militärbibliotheken im Dritten Reich. In: Peter Vodosek (Hrsg.): Bibliotheken während des Nationalsozialismus. Bd. 2 (= Wolfenbütteler Schriften zur Geschichte des Buchwesens, Bd. 16). Harrassowitz, Wiesbaden 1992, S. 169–187, ISBN 3-447-03308-8.
- Totelroteln aus dem Regensburger Schottenkloster St. Jakob im Archiv der Erzabtei St. Peter zu Salzburg. In: Verhandlungen des Historischen Vereins für Oberpfalz und Regensburg, Jg. 1995, S. 133–159.
- Die Totenrotelsammlung von St. Emmeram in der Staatlichen Bibliothek Regensburg. In: Beiträge zur Geschichte des Bistums Regensburg, Bd. 31 (1997), S. 97–297.
- Exlibris säkularisierter Münchner Klöster. In: DEG-Jahrbuch (Deutsche Exlibris-Gesellschaft), Jg. 1998, S. 10–18.
- Zum Verbleib militärischer Bibliotheken nach dem Zweiten Weltkrieg. In: Militärgeschichtliche Mitteilungen, Bd. 58 (1999), S. 529–547.
- Sanctus Sebastianus Martyr. Anmerkungen zu einem seltenen Exlibrismotiv. In: DEG-Jahrbuch, Jg. 2005, S. 41–60.
- Neue Exlibris mit Hamburger Sehenswürdigkeiten. In: DEG-Jahrbuch, Jg. 2014, S. 63–72.
- A rose is a rose, is a rose, is a rose. Die Königin der Blumen im Exlibris. In: DEG-Jahrbuch, Jg. 2017, S. 23–38.